# Гуркина башня
Гуркина башня — одна из несохранившихся до наших дней башен Смоленской крепостной стены.

## Местонахождение и внешний вид

Гуркина башня — № 31 на схеме.

Гуркина башня находилась западнее нынешней улицы Бакунина, на территории современной школы № 28 (дом № 14), между башнями безымянной и Коломинской. Представляла собой четырёхугольную малую глухую башню.

## История
Гуркина башня получила своё название в честь московского мастера Гуры Вахромеева, который занимался восстановлением стены в 1692 либо в 1699 году, в том числе и данной башни. В начале XX века часть одного из прясел башни была разобрана для создания проезда (ныне — участок улицы Пржевальского между школой № 28 и сохранившимся фрагментом крепостной стены в парке «Лопатинский сад»).
По официальным данным, Гуркина башня с примыкающими к ней пряслами стены была взорвана в годы оккупации Смоленска немецкими войсками в ходе Великой Отечественной войны в 1941—1943 годах. Однако на чертежах обмера стены, который производился в 1937 году, Гуркина башня обозначена как «бывшая», а здание школы построено в 1938 году. Таким образом, вероятнее всего, что Гуркина башня была снесена в 1930-е годы.